# 우정의 종

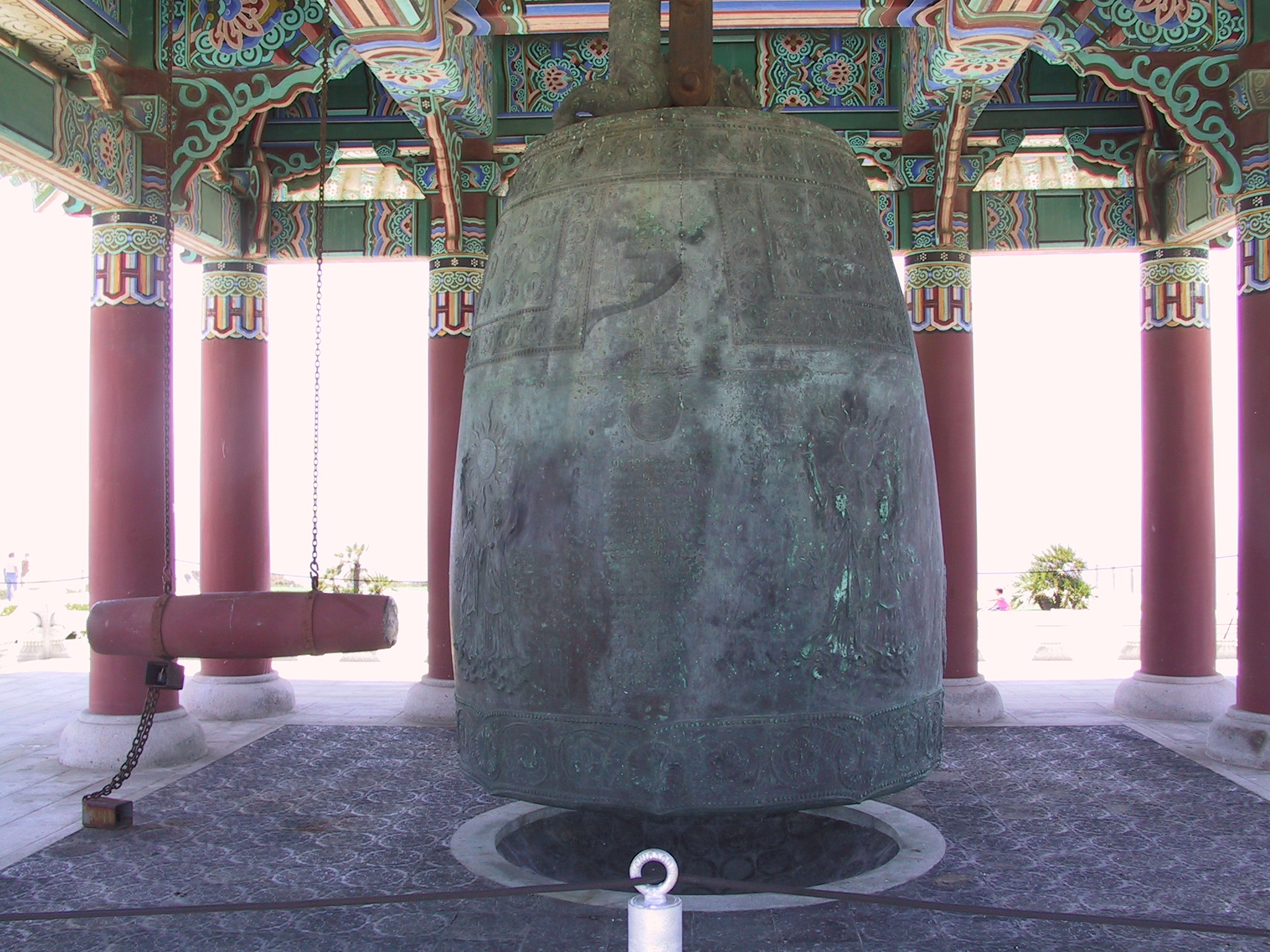
우정의 종

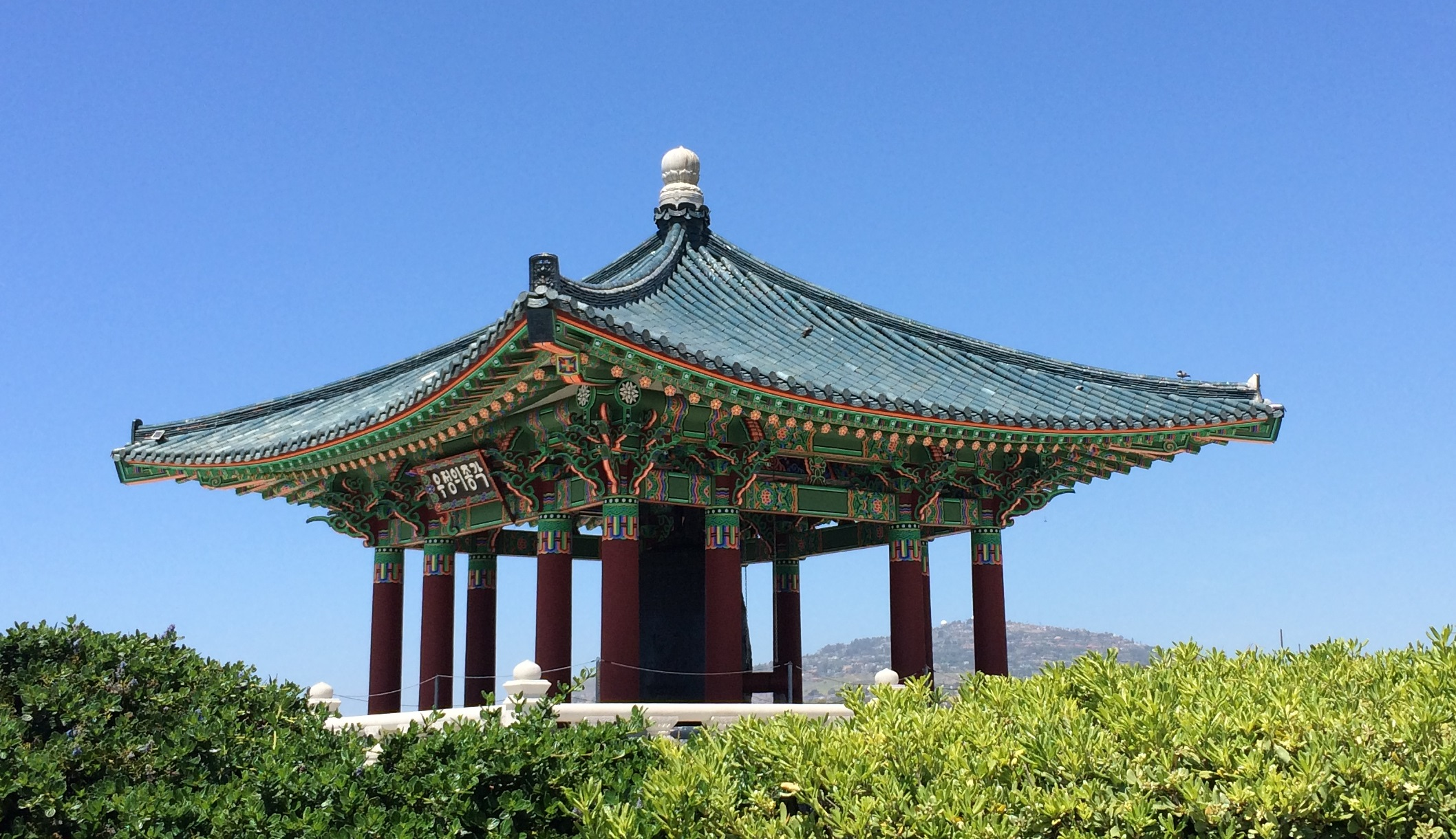
우정의 종각

우정의 종(Korean Bell of Friendship)은 미합중국의 독립 200주년을 맞아 한미 두 나라의 우의와 신의를 두텁게 하는 뜻에서 대한민국 국민이 미합중국 국민에게 기증한 우정의 선물이다. 로스엔젤레스의 관문인 샌피드로 항 인근의 바닷가에 있는 Angel's Gate 공원에 1976년 7월 4일 준공되었다.
종의 높이는 3.63미터, 둘레는 7.25미터, 그리고 무게는 17톤이다.
주석, 동, 금, 은을 섞어 만든 이 종은 한국의 종이 가지는 특색과 우아한 전통미를 함께 지니고 있다.
종의 고리에는 한마리의 용이 조각되었고 그 위엔 소리를 위로도 울려 퍼지게하는 음통이 나있다.
종의 둘레 네 곳에는 한.미 두나라의 자유와 독립 평화와 번영을 기원하는 여신의 모습이 나란히 새겨져 있다.
그리고 종의 아래와 위의 가장자리에는 한국의 국화인 무궁화 무늬로 띠를 두르고 있다.
한국의 전통적 건축 양식으로 세워진 종각은 청기와로 지붕을 이었으며, 한국 고유의 단청과 문양으로 채색되었다.
이 우정의 종은 자유와 독립의 신념을 바탕으로 굳게 맺어진 미합중국과 대한민국의 전통적 우의와, 빛나는 발전과 무궁한 번영을 위하여 영원히 울려 퍼질 것이다.

## 사진

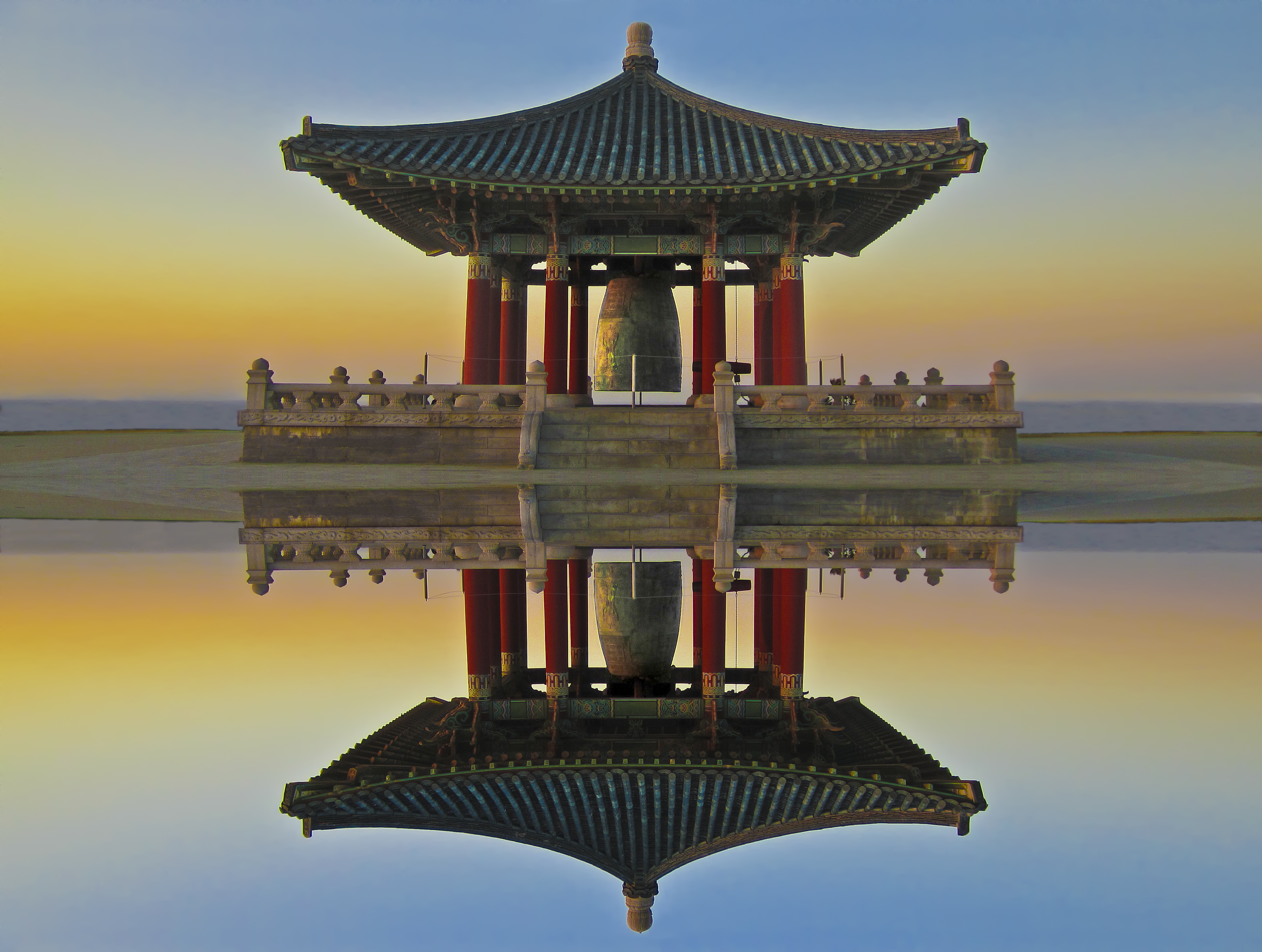
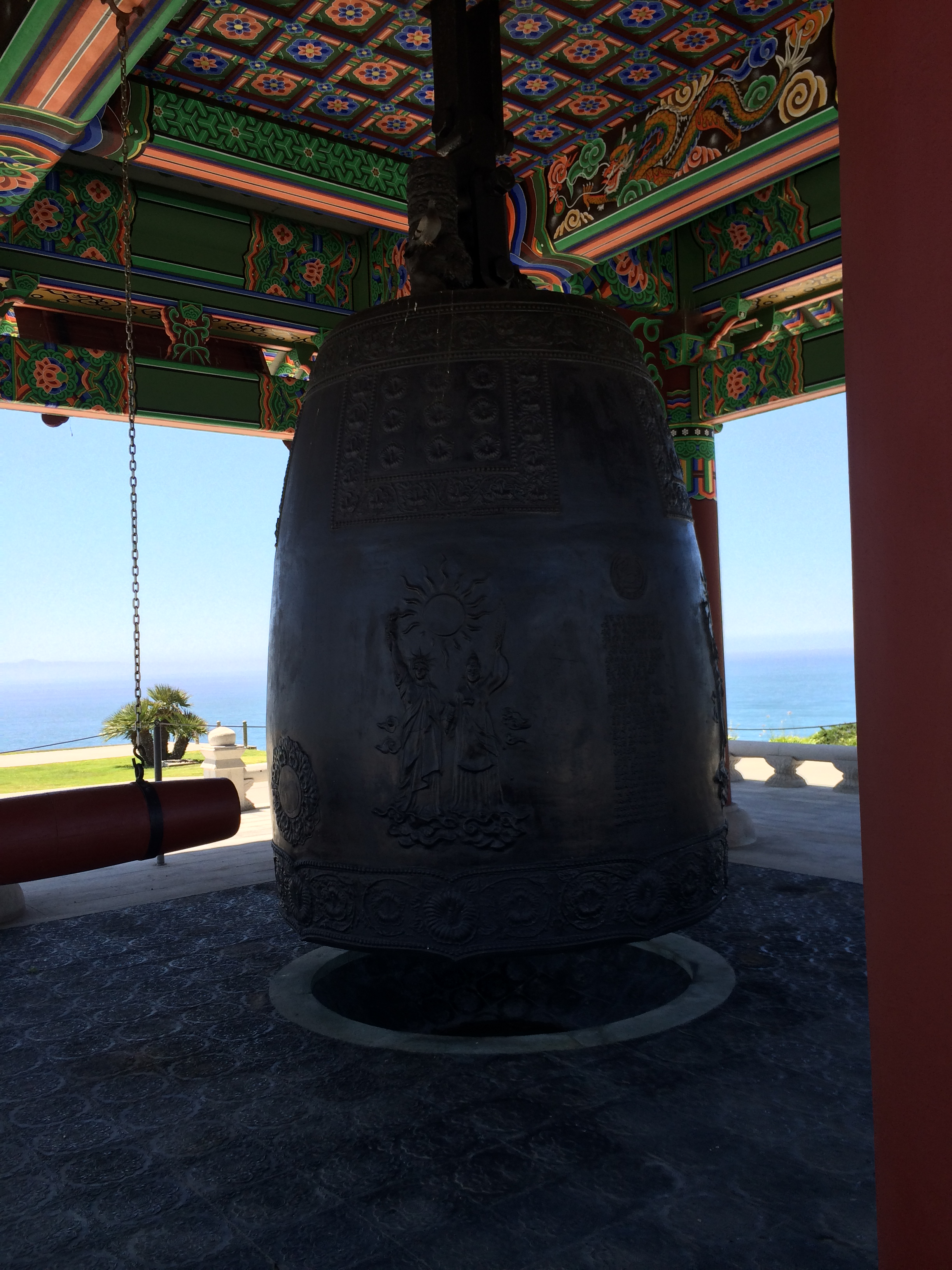
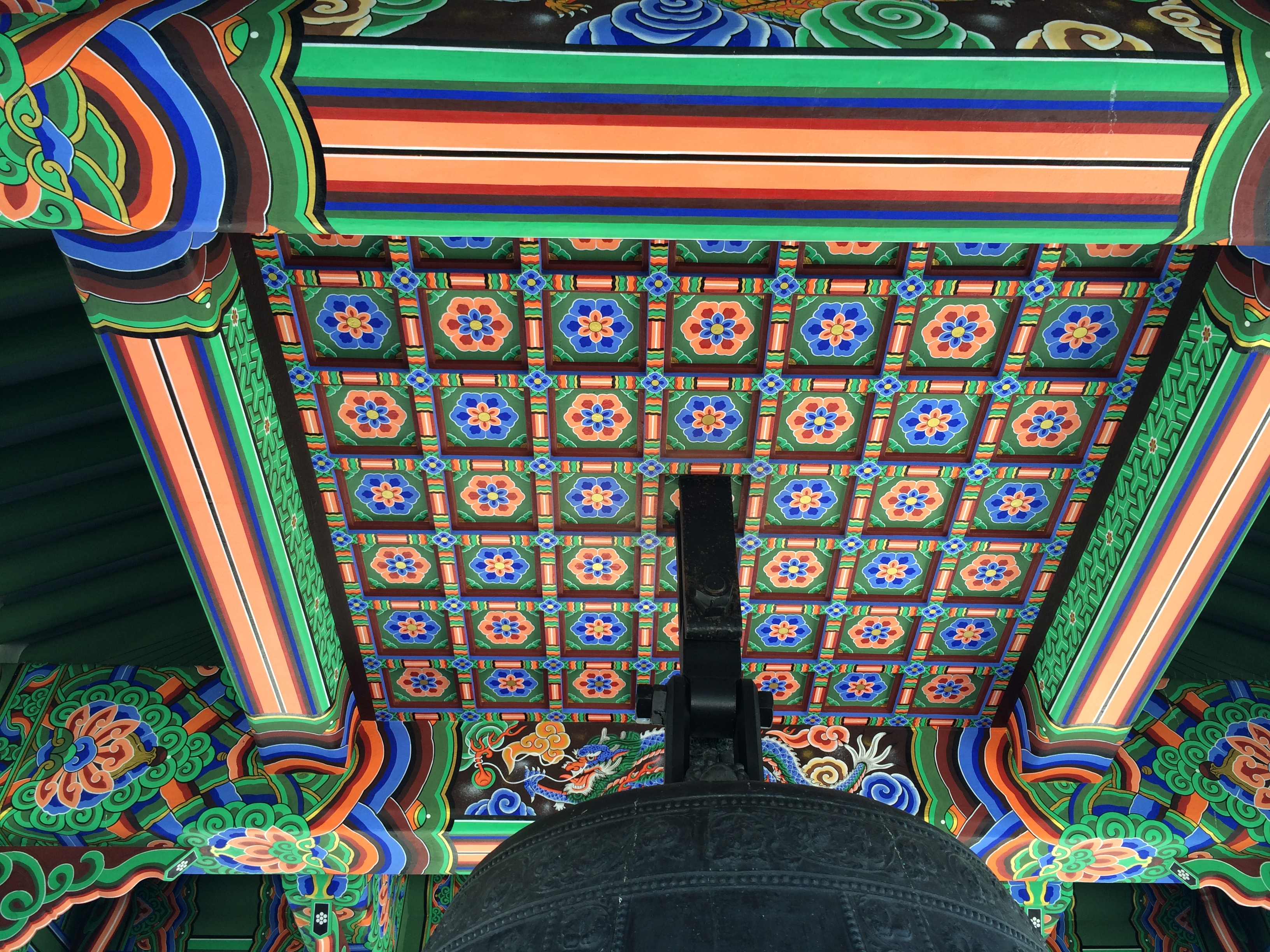
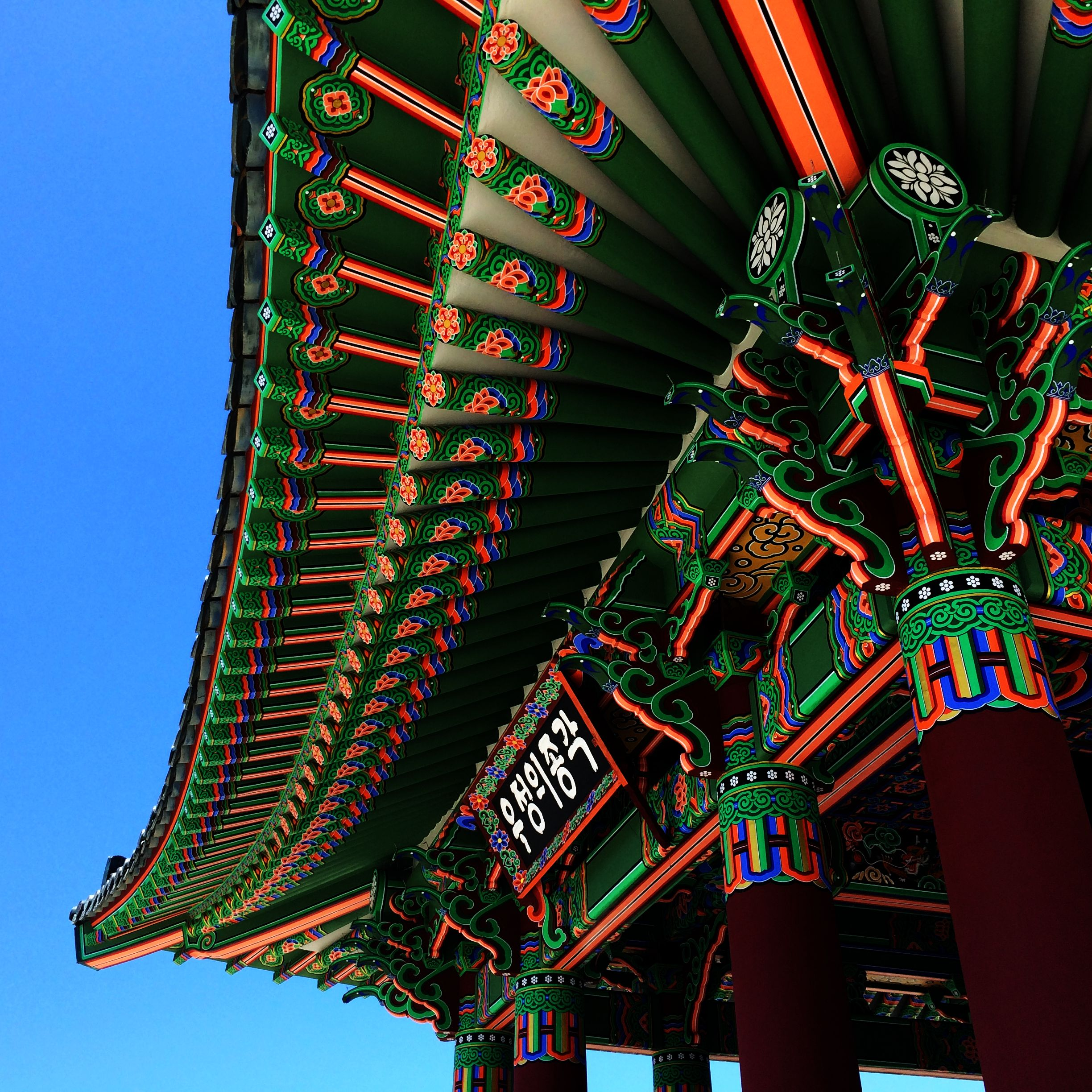

## 같이 보기
- 성덕대왕 신종
- 단청

## 참고 자료
- 현지 안내문